# Хэдлоу, Марк
Марк Хэ́длоу (англ. Mark Hadlow; род. 1957, Уолгетт) — австралийско-новозеландский актёр театра, кино и телевидения, также изредка исполняет песни в фильмах и выступает актёром озвучивания. Наиболее известен зрителю исполнением роли гнома Дори в кинотрилогии «Хоббит» (2012—2014). Кавалер Ордена Заслуг.

## Биография
Марк Селуин Хэдлоу родился в 1957 году в городке Уолгетт (Новый Южный Уэльс, Австралия). Его отец был викарий родом из Новой Зеландии, мать — австралийка. Вскоре после рождения сына семья переехала в Перт (Западная Австралия), затем они три года прожили в индийском городе Ченнаи, а когда Марку было девять лет они приехали в Новую Зеландию, где поначалу жили в Веллингтоне, а затем обосновались в Крайстчерче. Здесь юноша окончил школу, а затем Колледж Христа.
Хэдлоу служил в ВМС (Резерв добровольцев — трубач в оркестре), имеет звание лейтенант-командор (lieutenant commander).
С 1979 года Хэдлоу начал сниматься в телесериалах, с 1981 года — в кинофильмах. В 2010 году актёру предложили заметную роль гнома Дори в кинотрилогии «Хоббит». Несмотря на отнюдь не гномий рост в 170 см, Хэдлоу отлично справился с этой ролью во всех трёх лентах.
Хэдлоу играет в театре «Корт», также выступает театральным продюсером и режиссёром. В декабре 2009 года он выступил инициатором реновации театра «Одеон» в Крайстчерче (на тот момент — один из лишь трёх ныне действующих театров страны, построенных в XIX веке). Хэдлоу начал сбор средств на эту цель, планируя собрать 60 миллионов долларов. В феврале 2011 года город частично разрушило сильное землетрясение, «Одеон» получил очень серьёзные повреждения и в следующем году был полностью снесён.
В 2017 году Марку Хэдлоу был вручён Орден Заслуг «за служение искусству».

### Личная жизнь
В конце XX века Марк Хэдлоу четыре года был женат на женщине по имени Сара Худ. После этого последовал развод, от брака осталась дочь Оливия (род. 1996 или 1997). В 2002 году Хэдлоу познакомился с женщиной по имени Джейн Карпентер. В следующем году она стала его второй женой. У актёра появилась падчерица по имени Сара (род. 1978 или 1979; работает юристом в Красном Кресте в Пакистане).

## Работы в театре
- Ветер в ивах / The Wind in the Willows
- Иисус Христос — суперзвезда / Jesus Christ Superstar
- Чувствительный парень нового века / Sensitive New Age Guy — «спектакль одного актёра», тур по Новой Зеландии. Хэдлоу дал 350 выступлений, в каждом играя по 13 персонажей[2].

## Избранная фильмография

### Широкий экран
- 1981 — Странное поведение[англ.] / Strange Behavior — танцор на вечеринке
- 1982 — Разумное сомнение[англ.] / Beyond Reasonable Doubt — Брюс Роддик
- 1982 — Вожди XXI века[англ.] / Warlords of the 21st Century — Оррин
- 1982 — Пугало[англ.] / The Scarecrow — Сэм Финн
- 1983 — Нейт и Хейз[англ.] / Nate and Hayes — стрелок из пушки
- 1989 — Познакомьтесь с Фиблами / Meet the Feebles — Бегемотиха Хейди / Ёж Роберт / Бульдог Барри (озвучивание)[7]
- 1995 — Привет, Тимоти[англ.] / Bonjour Timothy — тренер по регби
- 2005 — Кинг-Конг / King Kong — Гарри
- 2009 — Последняя обитель[англ.] / Last of the Living — Папаша
- 2012 — Хоббит: Нежданное путешествие / The Hobbit: An Unexpected Journey — гном Дори / тролль Берт[8]
- 2013 — Хоббит: Пустошь Смауга / The Hobbit: The Desolation of Smaug — гном Дори
- 2014 — Хоббит: Битва пяти воинств / The Hobbit: The Battle of the Five Armies — гном Дори
- 2018 — Хроники хищных городов / Mortal Engines — Стигвуд, аукционист в Ржавой Воде

### Телевидение
- 1979 — Дети Огненной горы[англ.] / Children of Fire Mountain — Сид (в 13 эпизодах)
- 1999 — Зена — королева воинов / Xena: Warrior Princess — Майло (в эпизоде The Play's the Thing)
- 2000 — Мастер на все руки[англ.] / Jack of All Trades — Георг III (в эпизоде It's a Mad, Mad, Mad, Mad Opera)
- 2018 — Дарвин и Ньютс / Darwin and Newts — Бурпи (в 40 эпизодах)